# 高壓氧治療
高壓氧治療（hyperbaric oxygen therapy，HBOT）常簡稱高壓氧，是在密闭的高压氧舱内，在超过一个大气压的高压环境下进行高浓度氧气治疗，可增加氧在血液中的溶解量和在组织中的扩散与储备。主要适用于一氧化碳中毒、减压病、脑水肿、某些急性中毒、脑炎、中毒性脑病、难愈伤口、骨髓炎、骨坏死等的治疗。

## 使用
高壓氧治療利用了幾個原理：
- 利用增加的壓力來治療潛水造成的減壓症。
- 在其他應用方面，高壓氧利用其增加的氧氣分壓來提供治療。
- 增加血液攜帶氧氣的能力。在正常大氣壓時，氧氣在體內的運送大部份經由血紅素，小部份經由血漿。在高壓氧時，血紅素可攜帶的氧氣提升不多，但可大幅增加血漿所能攜帶的氧氣。

高壓氧最主要的治療適應症包括：
- 難以癒合的傷口，如：開完刀的傷口或糖尿病足。
- 放射線造成的軟組織壞死或骨頭壞死。
- 一氧化碳中毒。
- 可運用在牙醫學，如：植牙／全口植牙等牙科治療，加速牙齦傷口癒合。
- 可改善失眠症狀，會較好睡。
- 可減輕各式自閉症／亞斯伯格症的症狀。
- 減壓症。
- 嚴重的厭氧菌感染。
- 嚴重難以治療的貧血。
- 長期難以治療的骨髓炎。
- 加速傷口癒合。
- 運動傷害。
- 可運用在燒燙傷。

以上除一氧化碳中毒和減壓症是急診醫學外，其餘多為骨科學的範疇。
在美國醫療保險體系Medicare支付十四種狀況下的高壓氧治療，在台灣全民健康保險大致跟隨美國的標準。但在歐洲則認為它還有更多的適應症，(參見:
 （页面存档备份，存于）)，這些適應症包括腦中風，失智症、腦性麻痺、和失神性抽搐，萊姆病及小兒麻痺。
高壓氧治療相當昂貴，一個療程的治療在美國的花費從一百至一千二美金不等。 
在英國，大部份的高壓氧艙由公醫體系支持，但亦有非營利的高壓氧艙，例如多發性硬化治療中心所提供者即是。

## 傳統壓力艙
傳統高壓氧治艙是硬殼的，此類的高壓艙可提供六百千帕或等同於八十五PSI(每平方英吋磅數)的壓力，相當於六個大氣壓。
在海軍、潛水機構和醫院多使用傳統硬殼式壓力艙。它們大小型式不同，最小的只能容納並搬動一位病患，大型的則為固定式不可移動但可同時容納八名以上病患。
壓力艙的組成：
- 壓力艙外殼多由鐵或鋁製成，並裝有窗口(多由壓克力製成)
- 病患的座位。
- 一個氣閉開關，同時也是病患出入的通道。
- 另一個小型的氣閉開關，可供藥物、器材或食物的遞送。
- 玻璃窗或監視器使醫療人員能隨時監視病患的狀況。
- 可雙向溝通的對講機。
- 二氧化碳過濾器，由風扇與石灰蘇打製成。
- 控制界面板。

在一個大型的壓力艙，病患與陪同進入的醫護人員經由各別的氧氣罩吸入不同濃度壓力的氧氣。在治療的過程中，病患多半吸入純氧但會有週期性的中斷以避免氧氣毒性的發生。
小型一點的單人艙只能容納一位病患，醫護人員無法陪同進入，這種壓力艙整個充滿氧氣，病患不需要戴氧氣面罩。
病患在壓力艙中會感覺到加壓時耳朵的不適，這是鼓膜內外壓力不同所造成的。這可經由腹部加壓閉氣法來減緩症狀。加壓的過程中艙內的溫度會上升。此外當病患講話時，因壓力較高聲音的頻率也會改變，講話的聲音會很像卡通人物。
在減壓時，壓力閥會打開，當壓力下降時，耳朵會隨著出現耳鳴，艙內溫度也會下降。

## 家庭用壓力艙
目前有可攜帶型的壓力艙（Portable Hyperbaric Chamber），可供病患於家中自用。但它可提供的壓力較低。目前在美國市面上可提供的家用壓力艙最多可提供4.1千帕壓力(約1.3atm)，相當於水深11英呎的壓力。這些壓力艙另由空氣壓縮機提供壓縮空氣，因此只可提高0.3倍的氧氣及氮氣分壓，絕對不能稱得上為"高壓氣艙"。
這類家庭用壓力艙原本是因應高山症而發展出來的。家用壓力艙多用來治療其他高壓氧治療適應症，如：自動症、萊姆病、癌症、腦中風、腦性麻痺、多發性硬化症、心臟病、腦外傷、免疫疾病等。
最近的研究顯示高壓氧在相對較低壓的狀態維持六個月治療時，可提高免疫能力，相對地使用到較高壓反而有免疫抑制的傾向。

## 高壓氧的歷史與潛水
最初高壓氧治療的發明是為了治療潛水造成的相關疾患，包括減壓症和氣體栓塞。它利用的原理是：
- 利用艙內增加的壓力以減小血液中的氣體栓塞體積，使栓塞能順利被血液帶走 - 主要在氣體栓塞的急性期內起作用。
- 以高壓的氧氣改善病患組織缺氧的情形 - 對減壓症和氣體栓塞均有作用。
- 以高壓純氧氣替換出患者血液中的多餘氮氣 - 主要在減壓症中起作用。

最後血液中的氣泡在高壓氧治療下會逐漸減少，之後再以緩慢的速度使病患回復到能適應正常大氣壓的環境。

## 治療療程
高壓氧治療一次的療程通常被俗稱為"潛水"( dive)
對潛水疾患的緊急高壓氧治療通常有下列兩種型式：
- 對大部份的病例，採用較低壓，相當於18公尺水深的壓力達三至四點五個小時，並給予純氧呼吸，但要每廿分鐘中斷一次以減少氧氣毒性的作用。
- 對較嚴重的個案，採用較高壓相當於水深37公尺的壓力達四點五個小時，但給予加壓過的大氣來呼吸而不是用純氧。

在加拿大和美國，美國海軍潛水減壓表被利用來參考以決定使用的壓力和時間。在英國則使用了皇家海軍的潛水減壓表。
高壓氧的長期療程通常是20次至40次的"潛水"。
美國高壓氧及海底醫學會（Undersea & Hyperbaric Medical Society）出版的委員會報告內容編輯有最新關於治療時程的建議。

## 副作用
高壓氧副作用和潛水造成的副作用相似，主要有：
- 高壓造成肺部、耳膜、鼻竇的壓力傷害。
- 高濃度氧氣可能造成抽搐。
- 視力改變，因治療後可能使水晶體變腫，這通常在二至四週後會改善。

## 禁忌症
唯一的絕對禁忌症是未治療過的氣胸。相對禁忌症是大痙攣發作、發燒、耳道或鼻竇阻塞，和使用某些化療藥物。

## 外部連結
- 中華民國高壓暨海底醫學會 （页面存档备份，存于）
- 加拿大高壓氧協會 （页面存档备份，存于）
- 高壓氧及海底醫學會 （页面存档备份，存于）
- 潛水夫病研究中心 （页面存档备份，存于）
- 線上潛水醫學簡介 （页面存档备份，存于）
- 高壓氧治療 （页面存档备份，存于）
- 台灣 中國醫藥大學高壓氧中心
- 中华高压氧医学信息中心 （页面存档备份，存于）
- 台灣高壓氧植牙中心 （页面存档备份，存于）
- Hyperbaric Oxygen Therapy: Get the Facts （页面存档备份，存于）